# Denise Pires de Carvalho
Denise Pires de Carvalho (Rio de Janeiro, 25 de dezembro de 1964) é médica e Professora Titular da Universidade Federal do Rio de Janeiro. Foi reitora da Universidade Federal do Rio de Janeiro (UFRJ) entre 2019 e 2023. É membro da  Academia Brasileira de Ciências (ABC), da Academia de Medicina do Rio de Janeiro (AMRJ) e da Academia Lusobrasileira de Letras (ALBL). 

## Biografia

### Formação acadêmica e primeiros anos
Denise formou-se no curso de Medicina da Universidade Federal do Rio de Janeiro (UFRJ) no ano de 1987. Ainda no Rio de Janeiro e pela mesma instituição, realizou seu mestrado em Ciências Biológicas - Biofísica no ano de 1989, com trabalho intitulado Análise de Tireoglobulina e Peroxidase Tireóidea sob orientação de Doris Rosenthal.
Também sob orientação de Doris, atingiu o grau de Doutora em Ciências com a defesa da tese, Bócios Dishormonogênicos. Estudos da Peroxidase Tireóidea e de Inibidores da sua Atividade, defendida no ano de 1994. Realizou pós-doutoramento no Hôpital de Bicêtre na França no ano de 1995 e em 2006 na Universidade de Nápoles Federico II na Itália.

### Atuação
Desde o ano de 1990, atua como docente na UFRJ. Como docente da instituição, galgou diversos cargos, chegando a ocupar a Coordenação Acadêmica da Pró-Reitoria de Graduação da UFRJ, a Coordenação de Pós-graduação em Ciências Biológicas - Fisiologia entre 2001-2005 e ser a primeira mulher a dirigir o Instituto de Biofísica Carlos Chagas Filho, entre 2010-2013  Em 2019, tornou-se livre docente em Fisiologia e Biofísica pela Universidade de São Paulo (USP).
No ano de 2019, foi eleita Reitora da universidade, tornando-se a primeira mulher a ocupar o cargo de reitora na instituição em cem anos, em chapa composta com o economista Carlos Frederico Leão Rocha. A posse foi realizada em Brasília no dia 2 de julho de 2019, em cerimônia que contou com a presença do então Ministro da Educação, Abraham Weintraub.
Em 2022, passou a integrar a Academia Brasileira de Ciências (ABC), quando foi indicada em dezembro de 2022. No mesmo ano, foi indicada para a Academia de Medicina do Rio de Janeiro (AMRJ). Em 2024 tomou posse na Academia Lusobrasileira de Letras.
Em janeiro de 2023, no terceiro governo do presidente Luiz Inácio Lula da Silva (PT), foi convidada pelo Ministro da Educação, Camilo Santana (PT) para assumir a Secretaria de Educação Superior do Ministério da Educação (Sesu). Para assumir o cargo, licenciou-se da reitoria da UFRJ.
Em fevereiro de 2024, foi anunciada para a presidência do Coordenação de Aperfeiçoamento de Pessoal de Nível Superior (Capes) substituindo Mercedes Bustamante.

## Prêmios e honrarias
- Cientista do Nosso Estado, concedido pela fomentadora Fundação Carlos Chagas Filho de Amparo à Pesquisa do Estado do Rio de Janeiro (FAPERJ) - 2003;[15]
- Prêmio Faz a Diferença, na categoria Saúde, concedido pelo jornal O Globo - 2011;[16]
- Medalha de Mérito Pedro Ernesto, concedida pela Câmara Municipal do Rio de Janeiro, pautada pelo vereador Dr. João Ricardo (PSC) - 2019;[17]
- Medalha Tiradentes, concedida pela Assembleia Legislativa do Rio de Janeiro (ALERJ), pautada pela deputada estadual Martha Rocha (PDT) - 2019.[18]